# タガツロン酸レダクターゼ
タガツロン酸レダクターゼ（tagaturonate reductase）は、次の化学反応を触媒する酸化還元酵素である。
D-アルトロン酸 + NAD+ {\displaystyle \rightleftharpoons } D-タガツロン酸 + NADH + H+
反応式の通り、この酵素の基質はD-アルトロン酸とNAD+、生成物はD-タガツロン酸とNADHとH+である。
組織名はD-altronate:NAD+ 3-oxidoreductaseで、別名にaltronic oxidoreductase, altronate oxidoreductase, TagUAR, altronate dehydrogenase, D-tagaturonate reductaseがある。